# Marilyna meraukensis
Marilyna meraukensis är en fiskart som först beskrevs av De Beaufort 1955.  Marilyna meraukensis ingår i släktet Marilyna och familjen blåsfiskar. Inga underarter finns listade i Catalogue of Life.